# Vaiana
Vaiana (originaltitel: Moana) är en amerikansk datoranimerad långfilm från 2016. Den producerades av Walt Disney Animation Studios och släpptes av Walt Disney Pictures, och är den 56:e filmen på listan över Disneyklassiker. Filmen är regisserad av Ron Clements och John Musker, och medregisserad av Don Hall och Chris Williams. Filmen innehåller musik som skrevs av Lin-Manuel Miranda, Opetaia Foa'i och Mark Mancina.

## Handling
Filmen berättar historien om Vaiana, den viljestarka dottern till hövdingen över en polynesisk stam, som valdes ut av själva havet för att återförena en mystisk relik med sin gudinna. Vaianas ö blir drabbad av förödelse, och hon ger sig ut på jakt efter Maui, en legendarisk halvgud, i hopp om att kunna rädda sitt folk. Filmens roller röstas av bland andra Auliʻi Cravalho, Dwayne Johnson, Rachel House, Temuera Morrison, Jemaine Clement, Nicole Scherzinger och Alan Tudyk.

## Produktion och mottagande
Vaiana hade biopremiär i USA den 23 november 2016, och hade svensk premiär den 3 februari 2017. Filmen hade premiär samma år som Zootropolis (båda filmerna nominerades till en Oscar för Bästa animerade film, varav Zootropolis vann), en annan film från Walt Disney Animation Studios.
Enligt Disney var det en varumärkeskonflikt som gjorde att filmen inte släpptes som Moana i Europa, medan andra menar att namnbytet hade att göra med den kända italienska porrfilmsskådespelaren Moana Pozzi. I Italien gick filmen upp under namnet Oceania.
Vaiana berömdes av kritiker för sin animation, musik och röstskådespelare. Den har hittills[när?] intjänat över 512 miljoner dollar från hela världen. Låten "How Far I'll Go", på svenska "Vad jag kan nå", gav även filmen en Oscarsnominering för Bästa sång men förlorade mot La La Land för sången "City of Stars".